# Línea 191 (MetroBus Valencia)
La línea 191 de Metrobús es de reciente aparición, dado que en 2011 fue la primera vez que presto servicio. Su trayecto es idéntico al de la línea 190, solo que reduce su trayecto hasta la urbanización de Gavines, para poder prestar un mejor servicio. El 27 de julio, dado que no podían realizar el servicio con el horario establecido, reduce su trayecto hasta la pedanía de El Saler.

## Trayecto
| 191 Valencia - El Saler    |  |                                           |
|                            |  |                                           |
| 8 183190A190B190C290       |  | Gran Via Germanias, 39                    |
| 23224179N1190A190B190C290  |  | Canovas del castillo (par)                |
| 1595 190A190B190C290       |  | Alcalde Reig (Escuela de Magisterio)      |
| METRORBITAL190A190B190C290 |  | Centro Comercial El Saler                 |
| 1415                       |  | Ctra. del Riu, 262                        |
| 1415                       |  | Ctra. del Riu, 326                        |
|                            |  | Ctra. del riu (frente sala canal(par))    |
|                            |  | Camping Coll Verd (par)                   |
|                            |  | Ctra. del Riu (colegio de Prácticas(par)) |
|                            |  | Avenida Pinars                            |

## Horario
En el horario, las horas marcadas en negrita, entran a la playa de El Saler, y las marcadas con asteriscos, pasan por La Punta.
|                            | Valencia - El Saler | El Saler - Valencia |
| -------------------------- | --- | --- |
| Horario Laborales          | 7:00 7:15* 7:45 8:15* 8:45 9:15* 9:30 10:00 10:30 11:00 11:30* 12:00 12:30 13:00 13:30* 13:45 14:00 14:30 15:30 16:00 16:30 17:00 17:30 18:00 18:30 19:00 19:30 20:00 20:30 21:00 21:45 | 6:55 7:45 8:15 8:45 9:15 9:40* 10:10 10:45 11:10 11:40 12:10* 12:40 13:10 13:45 14:10 14:40 15:10 15:40* 16:15 16:40 17:10 17:25 17:45 18:10* 18:40 19:10* 19:45 20:10 21:10 21:40 22:10 |
| Horario sábados y festivos | 7:00* 7:30 8:00 8:30* 9:00 9:30* 10:00 10:30 11:00 11:30 12:00 12:30 13:00 13:30 14:00 14:30 15:00* 15:30 16:00 16:30* 17:00 17:30 18:00 18:30 19:00 19:30 20:00 20:30* 21:00 21:45     | 7:10 8:10 8:45 9:10 9:40* 10:10 10:40 11:10 11:40 12:10 12:40 13:10* 13:45 14:10 14:40 15:10 15:40* 16:10 16:45 17:10 17:40 18:10 18:40 19:15 19:40 20:10 20:45* 21:25 21:55 22:10       |

- Datos: Q5552666